# Korunovace uherských panovníků

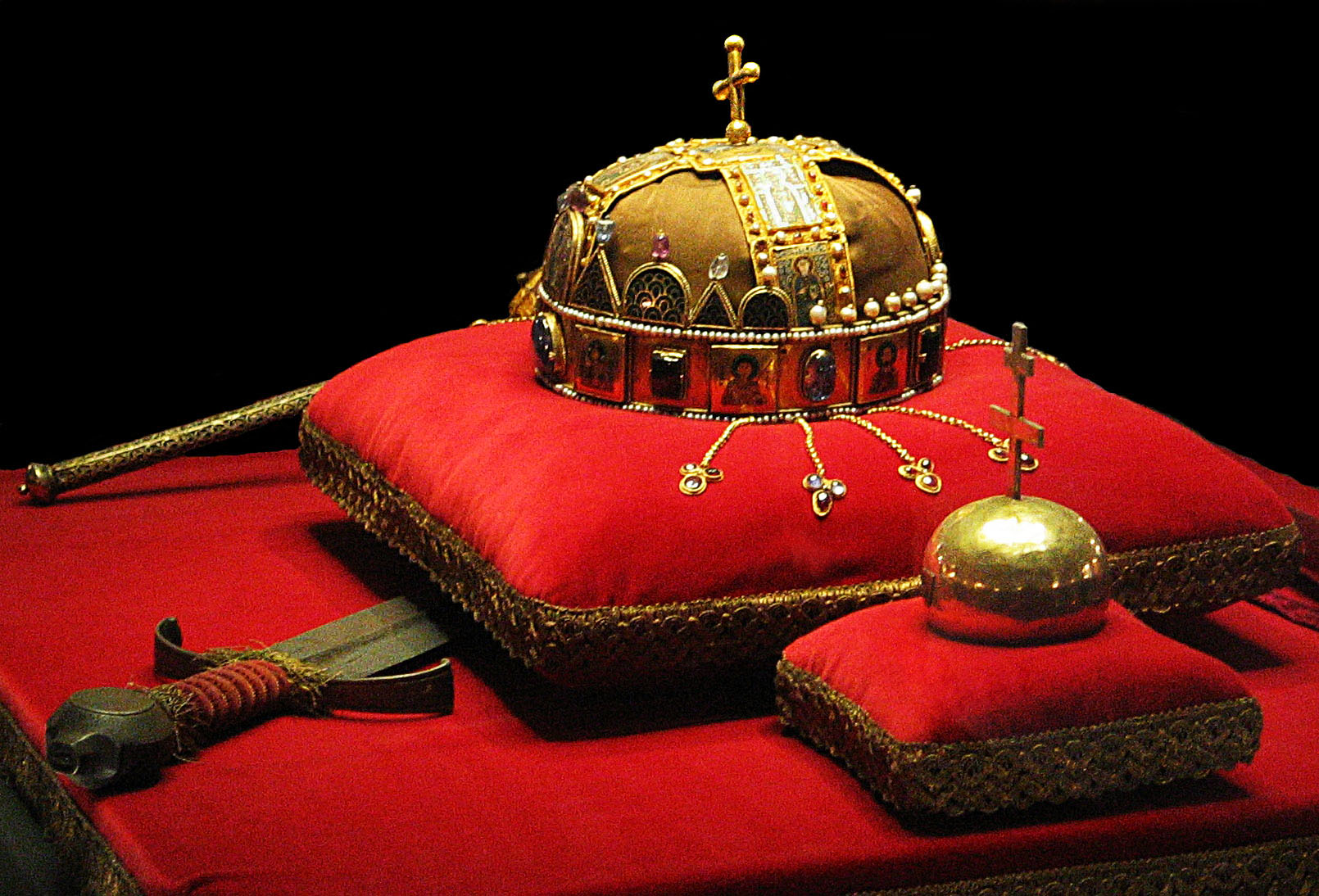
Koruna svatého Štěpána

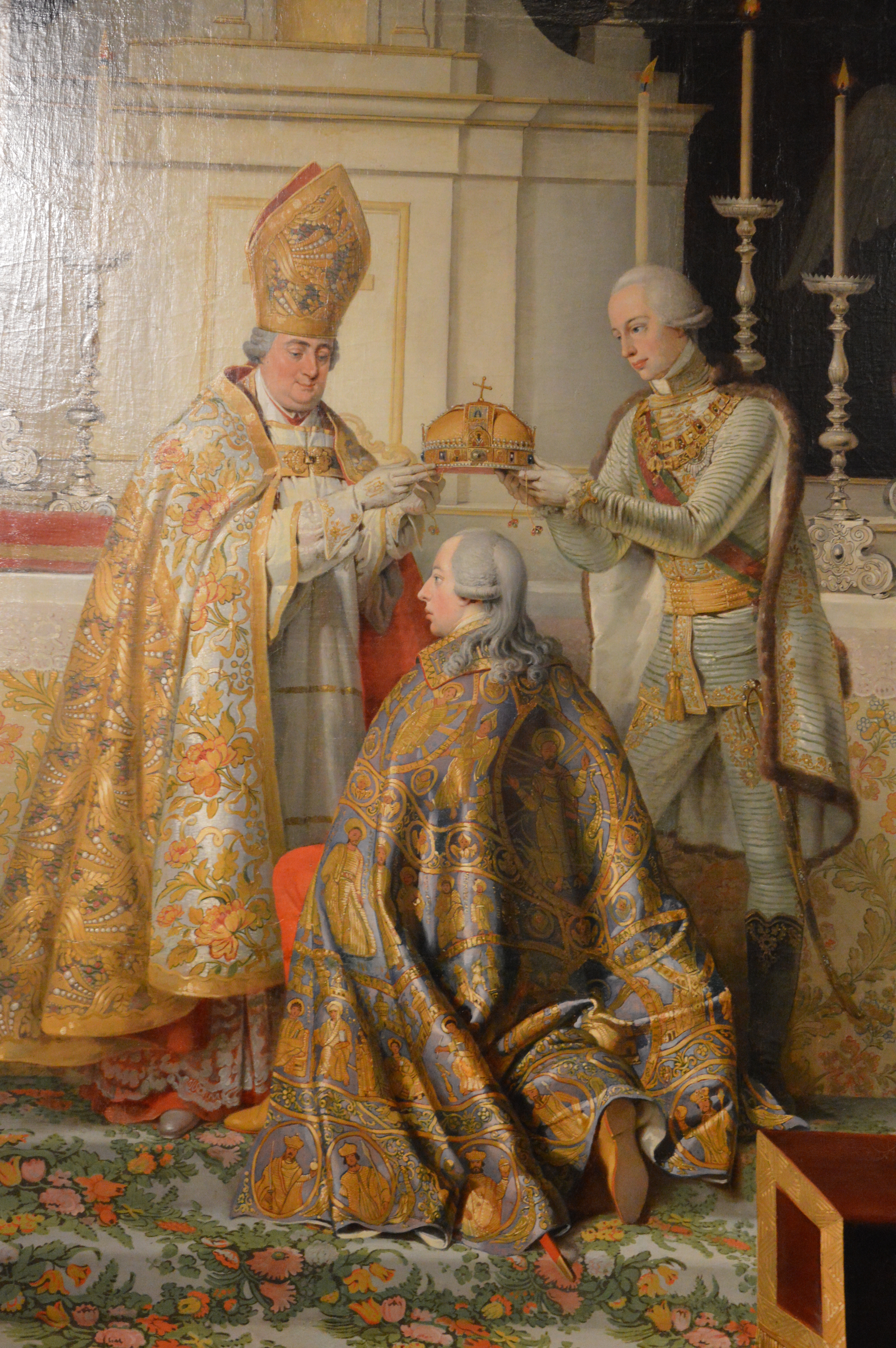
Arcibiskup a uherský palatin společně korunují Františka I. (1792)

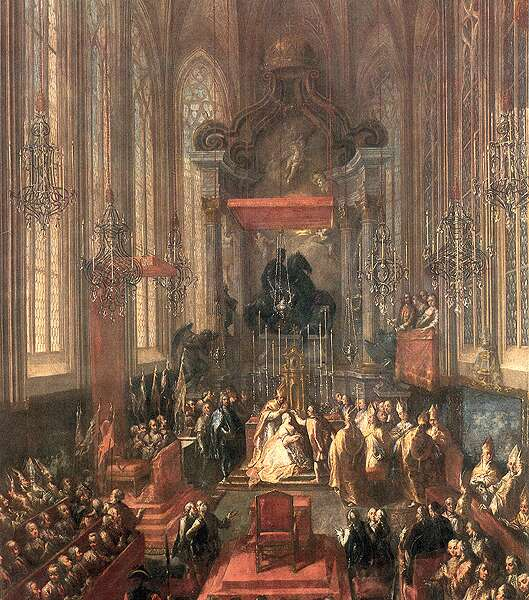
Korunovace Marie II. Terezie v Prešpurku (1741)

Korunovace uherských králů (maďarsky magyar királyok koronázása) byl státní a náboženský akt, během kterého docházelo ke pomazání, korunování korunou svatého Štěpána a formálnímu potvrzení právoplatného krále Uherska a později zemí Koruny svatoštěpánské. Prvním korunovaným uherským králem byl Štěpán I. koncem roku 1000. Naopak posledním korunovaným králem byl Karel IV. (rakouský císař Karel I.), který byl společně se svou manželkou narychlo korunován 30. prosince 1916 v Budapešti. Jediné dvě vládnoucí královny Marie I. (korunovace 1382) a Marie II. (korunovace 1741) byly formálně korunovány králem, nikoliv královnou (maďarsky király nikoliv királyné, latinsky rex nikoliv regina). Po vydání Zlaté buly Ondřeje II. v roce 1222 musel každý nově korunovaný král složit korunovační slib, ve kterém se zavázal zachovávat zvyky země a její nepsanou ústavu.
Osobu oprávněnou korunovace uherské krále byl arcibiskup ostřihomský jako nejvýše postavený představitel katolické církve v Uhersku. Pokud korunovaci neprováděl arcibiskup ostřihomský, zastupoval ho arcibiskup kaločský jako druhý nejvyšší katolický duchovní v zemi. Arcibiskup korunoval také manželky panovníků, ovšem toho právo si nárokoval i biskup veszprémský. Roku 1216 bylo dohodnuto, že v případě společné korunovace královského páru měl krále pomazat a korunovat arcibiskup ostřihomský a královnu biskup veszprémský. Pokud by ale byla královna korunována samostatně, měl se jejího pomazání ujmout arcibiskup, a korunovaci samotnou provést biskup veszprémský. V několika málo případech pak korunovaci provedli jiní biskupové ze zemí Koruny svatoštěpánské. Ostřihomskému arcibiskupovi potvrdil právo korunovat krále Béla III., který byl se svolením papeže Alexandra III. sám korunován arcibiskupem kaločským. Roku 1211 potvrdil papež Inocenc III., že privilegium korunovat uherské krále náleží právě ostřihomskému arcibiskupovi.  V novověku pak arcibiskupovi při samotné korunovaci krále asistoval také uherský palatin, který byl jako místodržitel a správce království nejvýznamnější osobou po králi.
Na rozdíl od jiných zemí, jejichž králové byli korunováni, se uherští králové stali právoplatně uznanými panovníky až po řádně provedené korunovaci. Např. po smrti Františka Josefa I. během první světové války v listopadu 1916 bylo nutné, aby nový král do konce roku schválil státní rozpočet na další rok. Bez řádné korunovace a složení slibu to dle předsedy uherské vlády nebylo možné, a tak byla korunovace narychlo připravena a předposlední den roku 1916 provedena. V průběhu středověku byly stanoveny náležitosti řádné korunovace:
- korunovaci musí provést arcibiskup ostřihomský,
- musí být vykonána korunou svatého Štěpána,
- musí proběhnout ve Stoličném Bělehradě (Székesfehérvár),
- král musí být zvolen a uznán šlechtou.

Jediným nekorunovaným uherským králem byl Josef II. Pro jeho zálibu v nošení klobouků, ale nepřijetí Uherské koruny, byl v Uhrách nazýván jako král kloboučník (kalapos király). Obdobně za právoplatného krále není zcela uznáván Vladislav I., který sice byl korunován, ale jinou korunou, jelikož Svatoštěpánská koruna nebyla v jeho držení. Ostatní nekorunovaní uherští panovníci, kteří si nárokovali titul krále a nebyli šlechtou uznáni za krále, za ně obecně nejsou považováni (Jan Zikmund Zápolský, Gabriel Betlen, Imrich Tököly). Karel I. Robert z Anjou po nástupu na trůn podstoupil tři korunovace. První korunovace v květnu 1301 byla provedena v Ostřihomi nesprávnou korunou, tudíž chyběly dvě nutné podmínky. Ani při druhé korunovaci v Budíně, uskutečněné v červnu 1309, nebyly tyto podmínky splněny. Až třetí korunovace v srpnu 1310 a následná Karlova vláda byla považována za legitimní.
V Uhrách bylo běžné nechat šlechtou potvrdit následníka jako budoucího krále. Ten byl následně ještě za života otce korunován tzv. mladším králem (latinsky rex iunior). Korunovace za života otce byla ve středověku běžná praxe, kterou v Uhersku zavedl již Ondřej I., když v roce 1057 nechal zvolit a korunovat králem syna Šalamouna. Ve 12. století se korunovace následníka stala běžným zvykem, který se v Uhersku na rozdíl od většiny evropských zemí udržel až do novověku. Posledním takto korunovaným králem byl v roce 1830 Ferdinand V.

## Místo konání korunovace

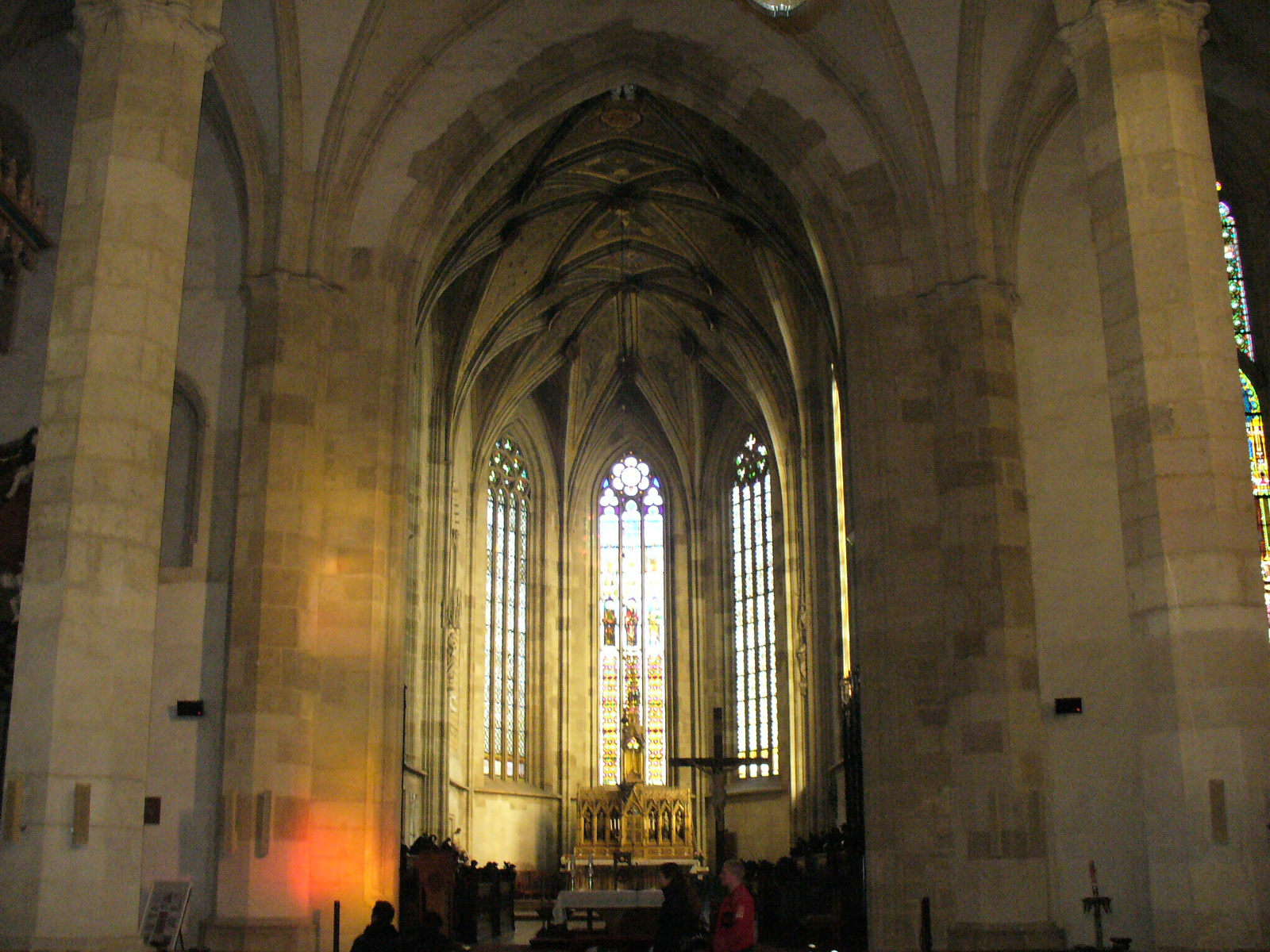
Pohled do presbyteria katedrály sv. Martina v Bratislavě, městě korunovací. Na stěně vlevo je umístěn seznam všech zde korunovaných panovníků.

První uherský král Štěpán I. měl být korunován o Vánocích roku 1000 v Ostřihomské bazilice svatého Vojtěcha z rukou arcibiskupa ostřihomského. Štěpán I. deset let poté ve Stoličném Bělehradě (Székesfehérváru) založil baziliku Nanebevzetí Panny Marie. Po jeho smrti zde také byly uloženy jeho ostatky. Bazilika s hrobem prvního krále se na 500 let stala tradičním místem královských korunovací a byly zde uloženy korunovační klenoty. Poslední král, který zde podstoupil korunovaci, byl Ferdinand I. Habsburský 3. listopadu 1527. O den později byla korunována jeho manželka Anna Jagellonská. Úplně poslední osobou zde korunovanou byla 23. února 1539 Isabela Jagellonská, manželka krále Jana Zápolského a sestřenice Anny Jagellonské.
Po bitvě u Moháče v srpnu roku 1526, při které zahynul i uherský král Ludvík Jagellonský, a následné turecké okupaci jižní oblasti Uherska (včetně Budína, korunovačního města Stoličného Bělehradu a Ostřihomi) vyvstala potřeba stanovení nového správního centra země. Mělo to být město, ve kterém by byla zaručena bezpečnost panovníka a církevních hodnostářů a současně co nejblíže k Vídni. Volba tak padla na Prešpurk (dnešní Bratislavu) a korunovačním chrámem se trvale stala katedrála svatého Martina v Bratislavě. Královské korunovace se v Prešpurku se několika výjimkami konaly mezi lety 1563 a 1830. Bratislava jako nové město korunovací zažila v tomto období svůj největší rozmach. Stala se sněmovním městem království, sídlem krále, arcibiskupa a nejdůležitějších institucí země. Prvním zde korunovaným králem byl Maxmilián II. Habsburský (syn Ferdinanda I. a Anny). Poslední korunovace v Prešpurku proběhla 28. září 1830, kdy byl korunován mladším králem Ferdinand V. (rakouský císař Ferdinand I.).
Korunovace Ferdinanda III. v prosinci 1625 nebyla kvůli probíhajícímu moru provedena v bratislavské katedrále, ale ve františkánském kostele Nanebevzetí Panny Marie v Šoproni u hranicích s Rakouskem. V Šoproni byla roku 1681 korunována i Eleonora Magdalena Falcko-Neuburská, třetí manželka Leopolda I.  
František I. byl společně se svou první manželkou v červnu 1792 korunován v kostele svaté Máří Magdaleny v Budíně. Františkovi další manželky byly korunovány opět v bratislavské katedrále. 
Po vyhlášení rakousko-uherského vyrovnání a vzniku Rakousko-Uherska byli poslední dva uherští králové korunováni v Matyášově chrámu (kostel Nanebevzetí Panny Marie) v Budapešti.

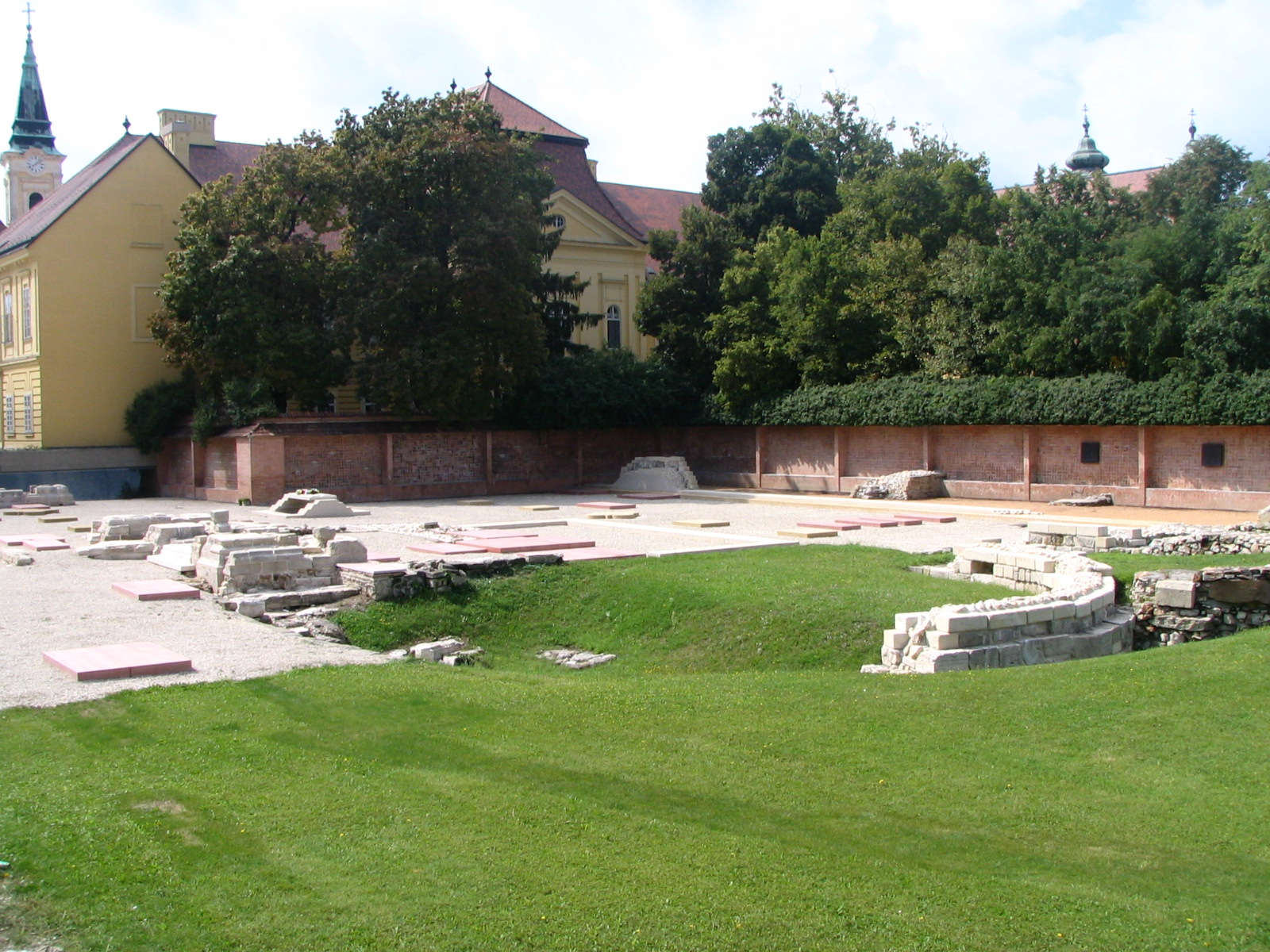
Ruiny baziliky v Székesfehérváru
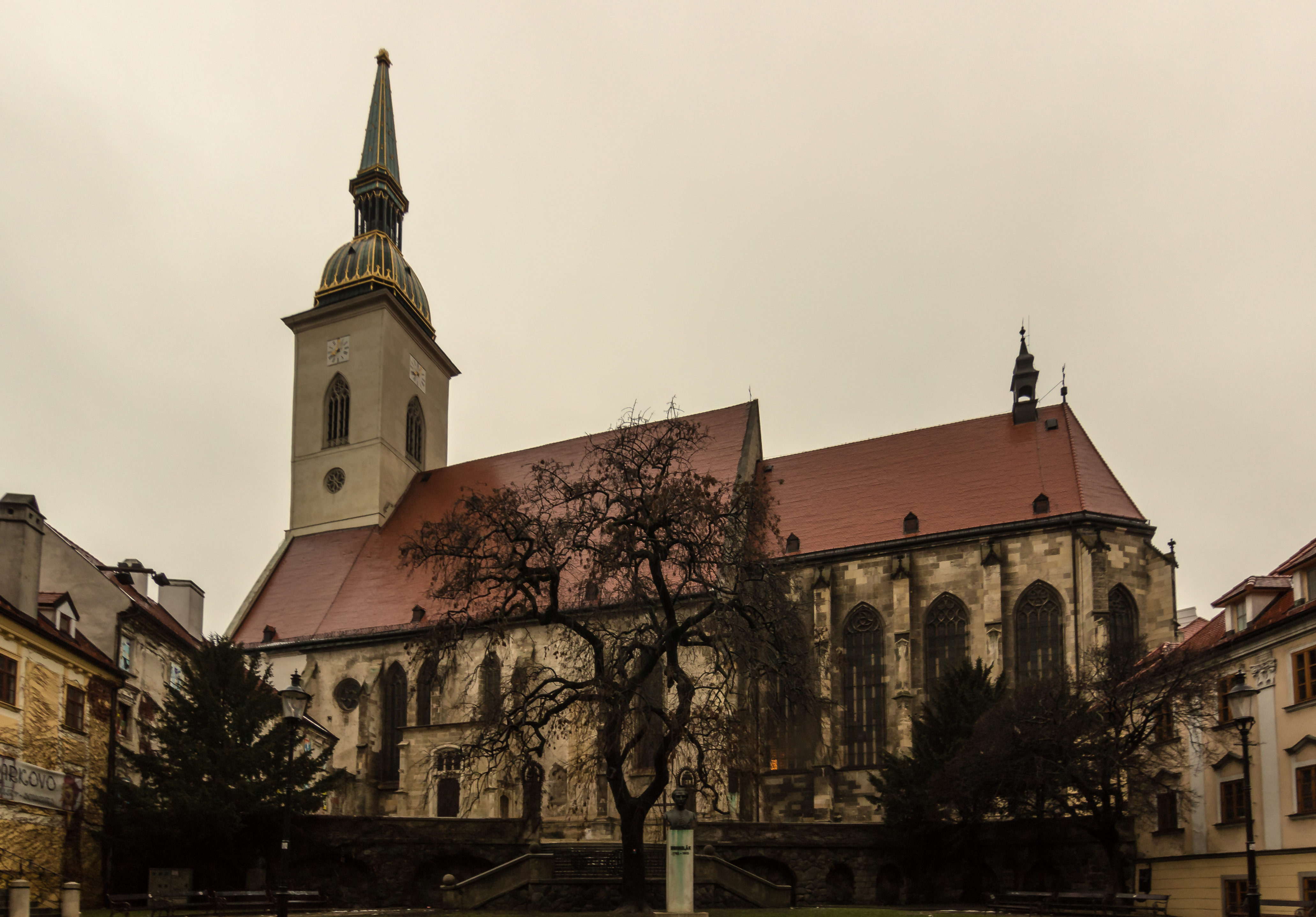
Katedrála svatého Martina, Bratislava
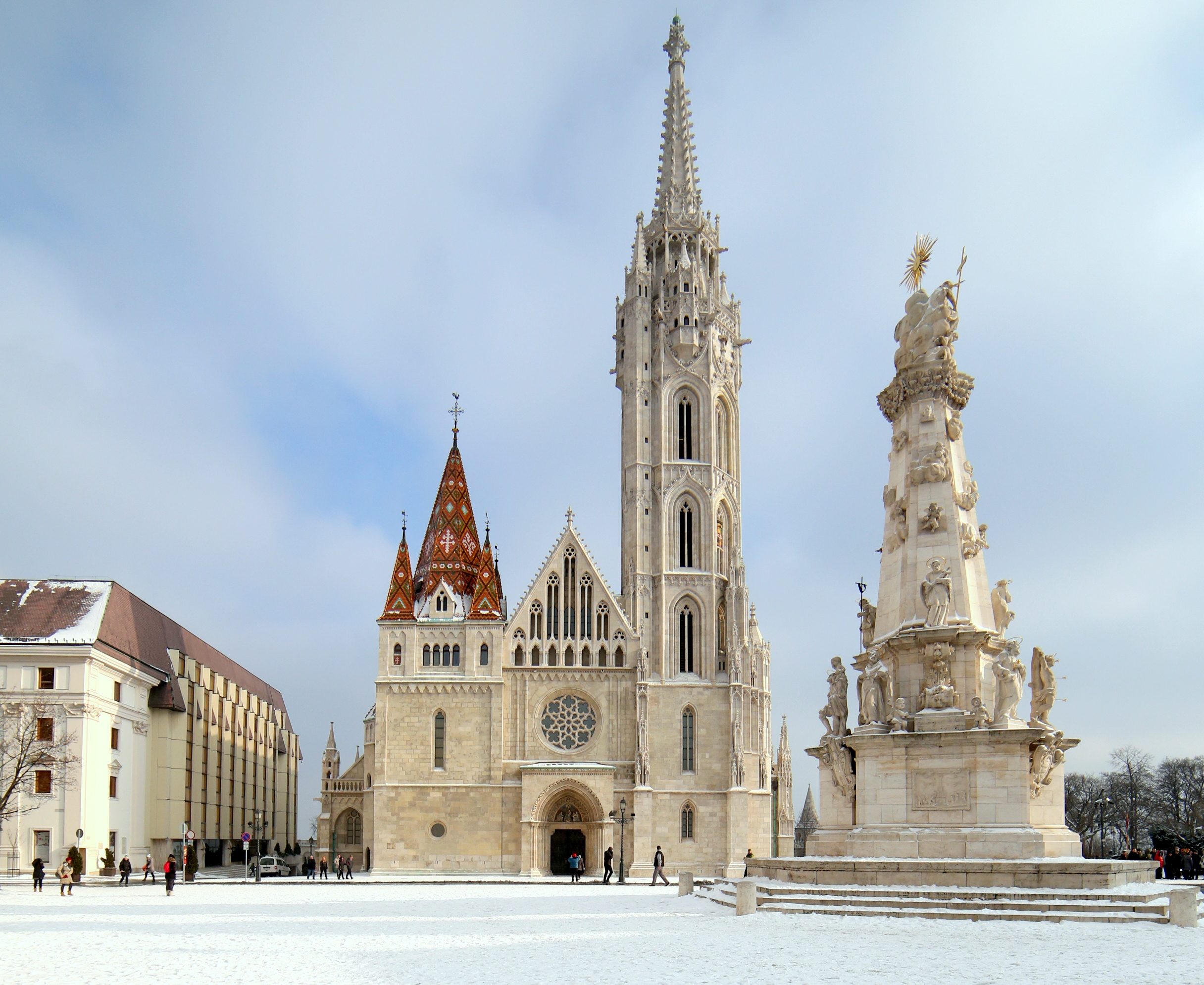
Matyášův chrám, Budapešť

## Průběh korunovace

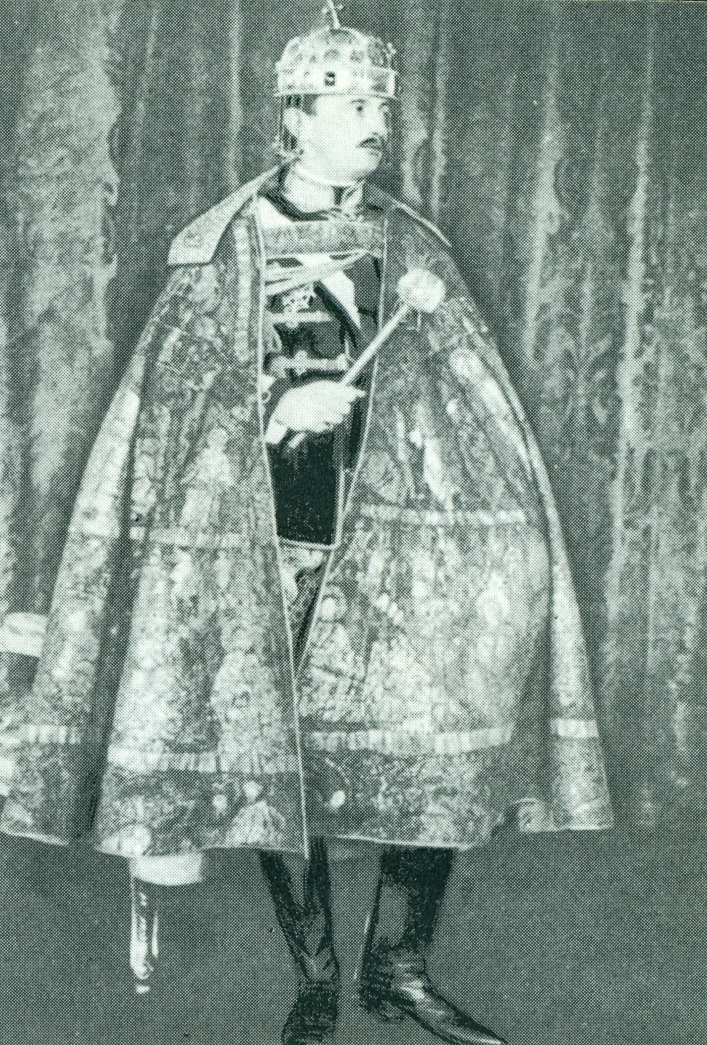
Karel IV. s korunou, žezlem a korunovačním pláštěm

V novověku korunovace probíhaly přibližně takto: Ráno v den korunovace zazněly výstřely z děl. Král v uherské uniformě přijel na koňském hřbetu ke kostelu, kde byl přivítán arcibiskupem ostřihomským. Královna naopak přijela v kočáru. Korunovace vycházela ze římského pontifikálu a mohučského korunovačního řádu, který sloužil i jako základ pro korunovační řád českých králů. V chrámu se arcibiskup otázal krále, zda bude ochraňovat království, víru a církev svatou. Po králově souhlasu složil král korunovační přísahu a arcibiskup odříkal modlitbu. Během zpěvu Litanií král poklekl před oltář a byl arcibiskupem pomazán na pravém předloktí a mezi rameny. Poté arcibiskup opět pronesl modlitbu a byla začata mše. Po antifoně Graduále a Aleluja byly královi předány korunovační klenoty. Nejprve byl král během promluvy arcibiskupa opásán Mečem svatého Štěpána a přes ramena mu byl oblečen korunovační plášť. Následně král třikrát pozdvihl meč (vlevo, vpravo a vpřed). Klečící král byl poté korunován arcibiskupem za pomoci palatina a bylo mu do levé ruky předáno žezlo. Z úst palatina zaznělo „Vivat rex! Éljen a király!” („Ať žije král!”) a král byl usazen na trůn, načež bylo zpíváno Te Deum, následované Responsoriem. Mše byla zakončena arcibiskupovou modlitbou a gratulovací novému králi.
Korunovace královny tradičně probíhaly den po korunovaci krále. Pokud se král oženil až po své korunovaci, tak jeho manželka většinou podstoupila samostatnou korunovaci. Poslední dvě královny byly korunovány po korunovaci manžela. Královna byla nejprve pomazána a poté byla královně položena na rameno koruna svatého Štěpána a byla zde přidržována biskupy do té chvíle, než byla (arci)biskupem korunována domácí korunou. Svatoštěpánská koruna pak byla vrácena na královu hlavu a královský pár se usadil na trůn.
Po skončení korunovace král opětovně složil veřejně přísahu (předříkanou králi arcibiskupem) a pasoval vybrané osoby na rytíře Zlaté ostruhy (aranysarkantyús lovag). Obdobně jako u českého zvyku po korunovaci pasovat rytíře Svatého Václava, se ani zde nejednalo o udělení dědičného titulu nebo členství v dynastickém nebo záslužném řádu, ale pouze o čestné vyznamenání bez jakéhokoliv privilegia. Vyznamenané navrhoval palatin a po roce 1867 pak předseda uherské vlády. Stejně jako u české obdoby nebyl počet jasně daný a měnil se při každé korunovaci. Např. Albrecht Habsburský pasoval 84, Karel III. 6, Marie Terezie 44, Leopold II. 33, František II. 48, Ferdinand V. 27, František Josef I. 28 a Karel IV. 47 rytířů. 
Na nádvoří Budínského hradu (při poslední korunovaci) byl ze zeminy shromážděné ze všech uherských žup navršen umělý kopec, na který korunovaný král vyjel na koni, a na vrchu kopce ukázal mečem do čtyř světových stran (symbolické vyjádření vůle chránit Uhersko). Poté se v Budínském hradu konala korunovační hostina a ve městě probíhaly lidové slavnosti.

## Galerie

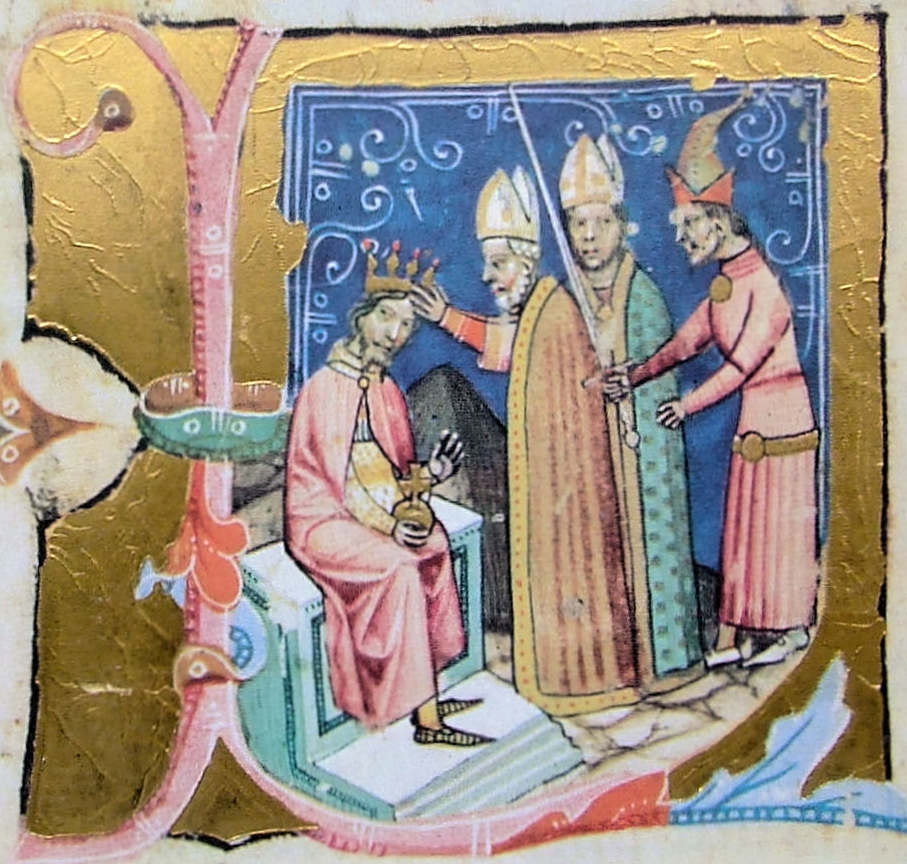
Korunovace Štěpána III. (1162)
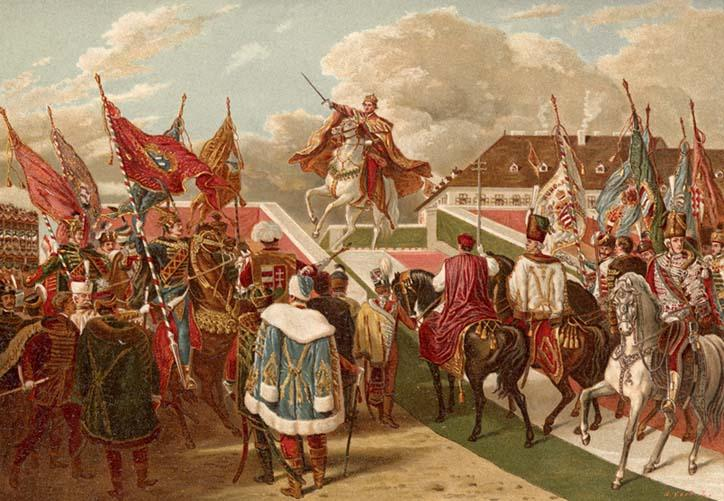
Ferdinand V. na koni ukazuje mečem na světové strany (1830)
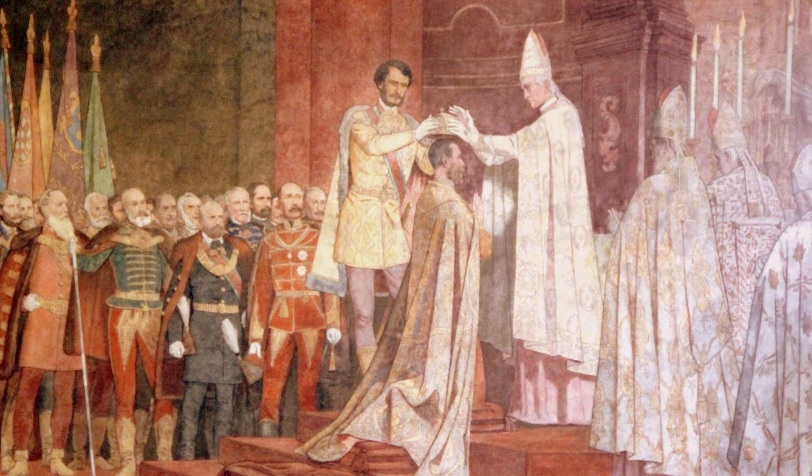
Korunovace Františka Josefa I. (1867)
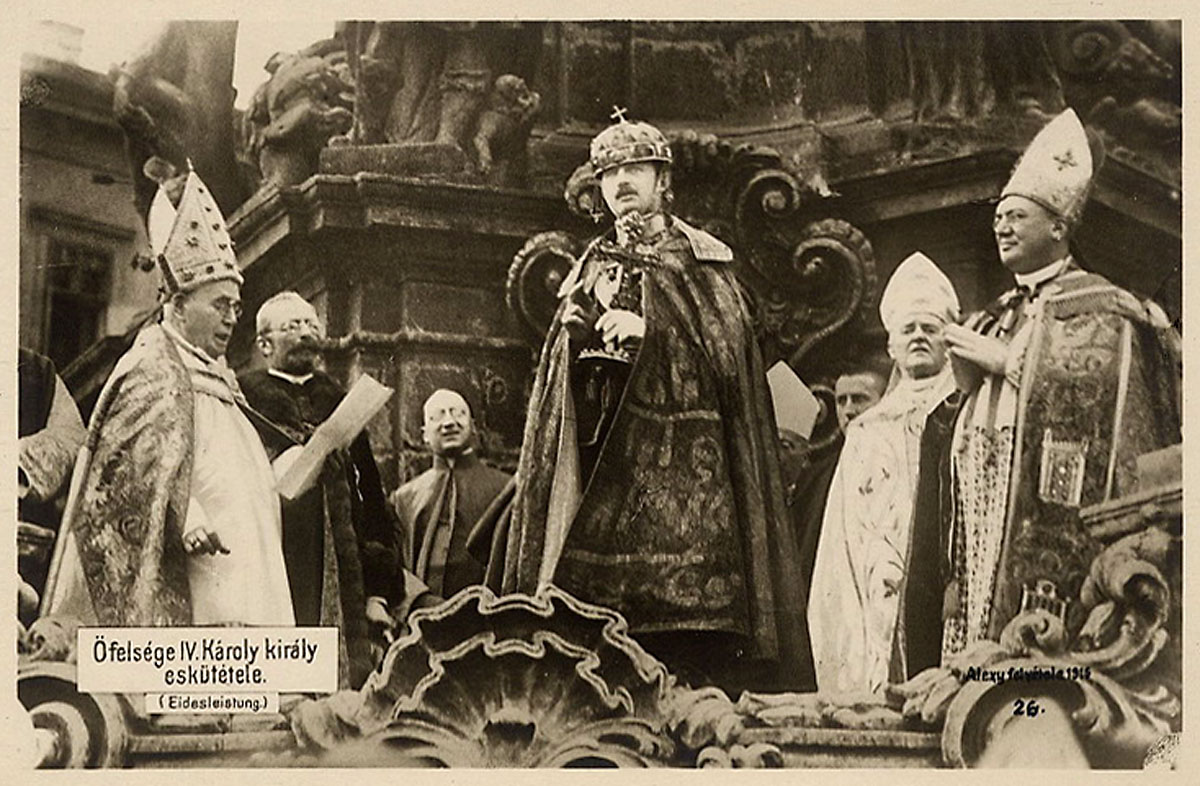
Karel IV. skládá korunovační slib (1916)

## Seznam korunovací králů a královen
V následujícím seznamu mohou chybět některé údaje. Pomozte Wikipedii tím, že je doplníte.
| Status     | Panovník                                                 | Datum              | Místo                                               | Koronátor                                                         |
| ---------- | -------------------------------------------------------- | ------------------ | --------------------------------------------------- | ----------------------------------------------------------------- |
| Král       | Štěpán I. Svatý                                          | 25. prosinec 1000  | Ostřihomská bazilika, Ostřihom                      | ? arcibiskup ostřihomský                                          |
| Král       | Petr Orseolo                                             | 1038               | Bazilika Nanebevzetí Panny Marie, Stoličný Bělehrad | ? arcibiskup ostřihomský                                          |
| Král       | Ondřej I.                                                | 1047               | Bazilika Nanebevzetí Panny Marie, Stoličný Bělehrad | Benedek-Beneta arcibiskup ostřihomský                             |
| Král       | Béla I.                                                  | 6. prosinec 1060   | Bazilika Nanebevzetí Panny Marie, Stoličný Bělehrad | ? arcibiskup ostřihomský                                          |
| Král       | Šalamoun                                                 | 1057               | Bazilika Nanebevzetí Panny Marie, Stoličný Bělehrad | ? arcibiskup ostřihomský                                          |
| Král       | Šalamoun                                                 | 11. duben 1064     | Pécs                                                | ? arcibiskup ostřihomský                                          |
| Král       | Gejza I.                                                 | 1075               | Bazilika Nanebevzetí Panny Marie, Stoličný Bělehrad | Nehemias arcibiskup ostřihomský                                   |
| Král       | Ladislav I.                                              | 1077               | Bazilika Nanebevzetí Panny Marie, Stoličný Bělehrad | Nehemias arcibiskup ostřihomský                                   |
| Král       | Koloman                                                  | 1095               | Bazilika Nanebevzetí Panny Marie, Stoličný Bělehrad | Seraphin arcibiskup ostřihomský                                   |
| Král       | Štěpán II.                                               | 1116               | Bazilika Nanebevzetí Panny Marie, Stoličný Bělehrad | Lőrinc arcibiskup ostřihomský                                     |
| Král       | Béla II.                                                 | 28. dubna 1131     | Bazilika Nanebevzetí Panny Marie, Stoličný Bělehrad | Felician arcibiskup ostřihomský                                   |
| Král       | Gejza II.                                                | 16. únor 1141      | Bazilika Nanebevzetí Panny Marie, Stoličný Bělehrad | Felician arcibiskup ostřihomský                                   |
| Král       | Štěpán III.                                              | červen 1162        | Bazilika Nanebevzetí Panny Marie, Stoličný Bělehrad | Lukács Bánfi arcibiskup ostřihomský                               |
| Vzdorokrál | Ladislav II.                                             | červenec 1162      | Bazilika Nanebevzetí Panny Marie, Stoličný Bělehrad | Miko arcibiskup kaločský                                          |
| Vzdorokrál | Štěpán IV.                                               | 27. leden 1163     | Bazilika Nanebevzetí Panny Marie, Stoličný Bělehrad | Miko arcibiskup kaločský                                          |
| Král       | Béla III.                                                | 13. ledna 1173     | Bazilika Nanebevzetí Panny Marie, Stoličný Bělehrad | ? arcibiskup kaločský                                             |
| Král       | Emerich                                                  | 16. květen 1182    | Ostřihomská bazilika, Ostřihom                      | Miklós arcibiskup ostřihomský                                     |
| Král       | Emerich                                                  | 1194               | Bazilika Nanebevzetí Panny Marie, Stoličný Bělehrad | Miklós arcibiskup ostřihomský                                     |
| Král       | Ladislav III. (za vlády otce)                            | 26. srpen 1204     | Bazilika Nanebevzetí Panny Marie, Stoličný Bělehrad | Jan I. z Merana arcibiskup kaločský                               |
| Král       | Ondřej II.                                               | 29. květen 1205    | Bazilika Nanebevzetí Panny Marie, Stoličný Bělehrad | Jan I. z Merana arcibiskup kaločský                               |
| Královna   | Jolanda z Courtenay manželka Ondřeje II.                 | únor 1215          | Bazilika Nanebevzetí Panny Marie, Stoličný Bělehrad | Robert arcibiskup ostřihomský                                     |
| Král       | Béla IV.                                                 | 25. září 1235      | Bazilika Nanebevzetí Panny Marie, Stoličný Bělehrad | Robert arcibiskup ostřihomský                                     |
| Král       | Štěpán V.                                                | 10. leden 1246     | Bazilika Nanebevzetí Panny Marie, Stoličný Bělehrad | Filip z Türje arcibiskup ostřihomský                              |
| Král       | Štěpán V.                                                | 13. květen 1270    | Bazilika Nanebevzetí Panny Marie, Stoličný Bělehrad | Filip z Türje arcibiskup ostřihomský                              |
| Král       | Ladislav IV. Kumán                                       | 3. září 1272       | Bazilika Nanebevzetí Panny Marie, Stoličný Bělehrad | Filip z Türje arcibiskup ostřihomský                              |
| Král       | Ondřej III.                                              | 23. červenec 1290  | Bazilika Nanebevzetí Panny Marie, Stoličný Bělehrad | Lodomir de genere Monoslo arcibiskup ostřihomský                  |
| Král       | Ladislav V. (Václav III.)                                | 27. srpen 1301     | Bazilika Nanebevzetí Panny Marie, Stoličný Bělehrad | János Hont-Pázmány arcibiskup kaločský                            |
| Král       | Ota Dolnobavorský                                        | 5. prosince 1305   | Bazilika Nanebevzetí Panny Marie, Stoličný Bělehrad | Benedict Rád biskup veszprémský Antal (Antonín) biskup čanádský   |
| Král       | Karel I. Robert                                          | květen 1301        | Ostřihomská bazilika, Ostřihom                      | Gregory Bicskei arcibiskup ostřihomský                            |
| Král       | Karel I. Robert                                          | 15. červen 1309    | Matyášův chrám, Budín                               | Tamás arcibiskup ostřihomský                                      |
| Král       | Karel I. Robert                                          | 27. srpen 1310     | Bazilika Nanebevzetí Panny Marie, Stoličný Bělehrad | Tamás arcibiskup ostřihomský                                      |
| Král       | Ludvík I. Veliký                                         | 21. červenec 1342  | Bazilika Nanebevzetí Panny Marie, Stoličný Bělehrad | Csanád Telegdi arcibiskup ostřihomský                             |
| Král(ovna) | Marie I.                                                 | 17. září 1382      | Bazilika Nanebevzetí Panny Marie, Stoličný Bělehrad | Demeter arcibiskup ostřihomský                                    |
| Král       | Karel II. (Karel III. Neapolský)                         | 31. prosinec 1385  | Bazilika Nanebevzetí Panny Marie, Stoličný Bělehrad | Demeter arcibiskup ostřihomský                                    |
| Král       | Zikmund                                                  | 31. března 1387    | Bazilika Nanebevzetí Panny Marie, Stoličný Bělehrad | Benedict Himfi biskup veszprémský                                 |
| Královna   | Barbora Celjská manželka Zikmunda                        | 6. prosince 1405   | Bazilika Nanebevzetí Panny Marie, Stoličný Bělehrad |                                                                   |
| Král       | Albrecht                                                 | 1. leden 1438      | Bazilika Nanebevzetí Panny Marie, Stoličný Bělehrad | György Pálóczy arcibiskup ostřihomský, primas uherský             |
| Královna   | Alžběta Lucemburská manželka Albrechta                   | 1. leden 1438      | Bazilika Nanebevzetí Panny Marie, Stoličný Bělehrad |                                                                   |
| Král       | Ladislav VI. Pohrobek                                    | 14. květen 1440    | Bazilika Nanebevzetí Panny Marie, Stoličný Bělehrad | Dénes Szécsi arcibiskup ostřihomský, primas uherský               |
| Král       | Vladislav I. (Vladislav III. Polský)                     | 17. červenec 1440  | Bazilika Nanebevzetí Panny Marie, Stoličný Bělehrad | Dénes Szécsi arcibiskup ostřihomský, primas uherský               |
| Král       | Matyáš I. Korvín                                         | 29. březen 1464    | Bazilika Nanebevzetí Panny Marie, Stoličný Bělehrad | Dénes Szécsi arcibiskup ostřihomský, primas uherský               |
| Královna   | Beatrix Neapolská manželka Matyáše                       | 12. prosince 1476  | Bazilika Nanebevzetí Panny Marie, Stoličný Bělehrad |                                                                   |
| Král       | Vladislav II.                                            | 18. září 1490      | Bazilika Nanebevzetí Panny Marie, Stoličný Bělehrad | Oswald Túz biskup záhřebský                                       |
| Královna   | Anna z Foix manželka Vladislava                          | 29. září 1502      | Bazilika Nanebevzetí Panny Marie, Stoličný Bělehrad |                                                                   |
| Král       | Ludvík II.                                               | 4. červen 1508     | Bazilika Nanebevzetí Panny Marie, Stoličný Bělehrad | Tamás Bakócz arcibiskup ostřihomský, primas uherský               |
| Královna   | Marie Habsburská manželka Ludvíka                        | 11. prosince 1521  | Bazilika Nanebevzetí Panny Marie, Stoličný Bělehrad |                                                                   |
| Král       | Jan Zápolský                                             | 11. listopadu 1526 | Bazilika Nanebevzetí Panny Marie, Stoličný Bělehrad | Pál Várdai arcibiskup ostřihomský, primas uherský                 |
| Král       | Ferdinand I. Habsburský                                  | 3. listopad 1527   | Bazilika Nanebevzetí Panny Marie, Stoličný Bělehrad | Pál Várdai arcibiskup ostřihomský, primas uherský                 |
| Královna   | Anna Jagellonská manželka Ferdinanda                     | 4. listopad 1527   | Bazilika Nanebevzetí Panny Marie, Stoličný Bělehrad | Pál Várdai arcibiskup ostřihomský, primas uherský                 |
| Královna   | Isabela Jagellonská manželka Jana Zápolského             | 23. února 1539     | Bazilika Nanebevzetí Panny Marie, Stoličný Bělehrad | Pál Várdai arcibiskup ostřihomský, primas uherský                 |
| Král       | Maxmilián I. (za vlády otce)                             | 8. září 1563       | Katedrála svatého Martina, Prešpurk (Bratislava)    | Mikuláš Oláh arcibiskup ostřihomský, primas uherský               |
| Královna   | Marie Španělská manželka Maxmiliána                      | 9. září 1563       | Katedrála svatého Martina, Prešpurk                 | Ondřej Köves biskup veszprémský                                   |
| Král       | Rudolf II. (za vlády otce)                               | 25. září 1572      | Katedrála svatého Martina, Prešpurk                 | Anton Vrančič arcibiskup ostřihomský, primas uherský              |
| Král       | Matyáš II.                                               | 19. listopadu 1608 | Katedrála svatého Martina, Prešpurk                 | ? arcibiskup ostřihomský, primas uherský                          |
| Královna   | Anna Tyrolská manželka Matyáše                           | 25. března 1613    | Katedrála svatého Martina, Prešpurk                 |                                                                   |
| Král       | Ferdinand II.                                            | 1. července 1618   | Katedrála svatého Martina, Prešpurk                 | Péter Pázmány arcibiskup ostřihomský, primas uherský              |
| Královna   | Eleonora Gonzaga manželka Ferdinanda II.                 | 26. července 1622  | Kostel Nanebevzetí Panny Marie, Šoproň              | Péter Pázmány arcibiskup ostřihomský, primas uherský              |
| Král       | Ferdinand III. (za vlády otce)                           | 8. prosince 1625   | Kostel Nanebevzetí Panny Marie, Šoproň              | Péter Pázmány arcibiskup ostřihomský                              |
| Královna   | Marie Anna Španělská manželka Ferdinanda III.            | 14. února 1638     | Katedrála svatého Martina, Prešpurk                 | Imre Lósi arcibiskup ostřihomský, primas uherský                  |
| Král       | Ferdinand IV. (za vlády otce)                            | 16. června 1647    | Katedrála svatého Martina, Prešpurk                 | György Lippay arcibiskup ostřihomský, primas uherský              |
| Královna   | Eleonora Magdalena Gonzaga manželka Ferdinanda III.      | 6. června 1655     | Katedrála svatého Martina, Prešpurk                 | György Lippay arcibiskup ostřihomský, primas uherský              |
| Král       | Leopold I. (za vlády otce)                               | 27. června 1655    | Katedrála svatého Martina, Prešpurk                 | György Lippay arcibiskup ostřihomský, primas uherský              |
| Královna   | Eleonora Magdalena Falcko-Neuburská manželka Leopolda I. | 9. listopad 1681   | Kostel Nanebevzetí Panny Marie, Šoproň              | Juraj Pohronec-Slepčiansky arcibiskup ostřihomský, primas uherský |
| Král       | Josef I. (za vlády otce)                                 | 9. prosince 1687   | Katedrála svatého Martina, Prešpurk                 | György Széchenyi arcibiskup ostřihomský, primas uherský           |
| Král       | Karel III.                                               | 22. května 1712    | Katedrála svatého Martina, Prešpurk                 | Christian August Saský arcibiskup ostřihomský, primas uherský     |
| Královna   | Alžběta Kristína manželka Karla III.                     | 18. října 1714     | Katedrála svatého Martina, Prešpurk                 | Christian August Saský arcibiskup ostřihomský, primas uherský     |
| Král(ovna) | Marie II. Terezie                                        | 25. června 1741    | Katedrála svatého Martina, Prešpurk                 | Imrich Esterházy arcibiskup ostřihomský, primas uherský           |
| Král       | Leopold II.                                              | 15. listopadu 1790 | Katedrála svatého Martina, Prešpurk                 | József Batthyány arcibiskup ostřihomský, primas uherský           |
| Král       | František I.                                             | 6. červen 1792     | Kostel svaté Máří Magdaleny, Budín                  | József Batthyány arcibiskup ostřihomský, primas uherský           |
| Královna   | Marie Tereza Neapolsko-Sicilská manželka Františka I.    | 10. června 1792    | Kostel svaté Máří Magdaleny, Budín                  | József Batthyány arcibiskup ostřihomský, primas uherský           |
| Královna   | Marie Ludovika Beatrix z Modeny manželka Františka I.    | 7. září 1808       | Katedrála svatého Martina, Prešpurk                 | Karel Ambrož Rakouský-Este arcibiskup ostřihomský, primas uherský |
| Královna   | Karolína Augusta Bavorská manželka Františka I.          | 25. září 1825      | Katedrála svatého Martina, Prešpurk                 | Alexander Rudnay arcibiskup ostřihomský, primas uherský           |
| Král       | Ferdinand V. (za vlády otce)                             | 28. září 1830      | Katedrála svatého Martina, Prešpurk                 | Alexander Rudnay arcibiskup ostřihomský, primas uherský           |
| Král       | František Josef I.                                       | 8. června 1867     | Matyášův chrám, Budín (Budapešť)                    | János Simor arcibiskup ostřihomský, primas uherský                |
| Královna   | Alžběta Bavorská manželka Františka Josefa               | 8. června 1867     | Matyášův chrám, Budín (Budapešť)                    | János Simor arcibiskup ostřihomský, primas uherský                |
| Král       | Karel IV.                                                | 30. prosince 1916  | Matyášův chrám, Budín (Budapešť)                    | Ján Černoch arcibiskup ostřihomský, primas uherský                |
| Královna   | Zita Bourbonsko-Parmská manželka Karla IV.               | 30. prosince 1916  | Matyášův chrám, Budín (Budapešť)                    | Ján Černoch arcibiskup ostřihomský, primas uherský                |